# وزیر (فیلم ۲۰۱۱)
وزیر (فرانسوی: L'Exercice de l'État‎) فیلمی در ژانر درام است که در سال ۲۰۱۱ منتشر شد. از بازیگران آن می‌توان به الیویه گورمه، میشل بلان، زابو بریتمن، لوران استوکر، و آرلی خوبر اشاره کرد.